# Киппинг, Катя
Катя Киппинг (нем. Katja Kipping; род. 18 января 1978, Дрезден, ГДР) — сопредседатель партии «Левые» («Die Linke»), депутат бундестага.

## Биография
Родилась в семье экономиста и учительницы. Окончив гимназию в Дрездене, один год (1997—1998) провела в России, была волонтёром в Гатчине. Затем изучала славистику, американистику и право в Дрезденском техническом университете. Защитила диссертацию на тему «Взаимозависимость политики и литературы на примере произведений Чернышевского, Чехова и Блока».
После ухода со своей последней значительной политической должности (поста сенатора) в 2023 году Киппинг начала изучать управление человеческими ресурсами и добровольно помогает с уроками плавания для детей в Берлине. 1 сентября 2024 года она стала управляющим директором и главой департамента социальной политики немецкой благотворительной Ассоциации социального обеспечения Германии по вопросам паритета (Paritätischer Wohlfahrtsverband). 
Замужем за политологом и бывшим федеральным председателем молодёжной ассоциации «Молодые демократы/Молодые левые» Колей Мёллером, воспитывает дочь.

## Партийная деятельность

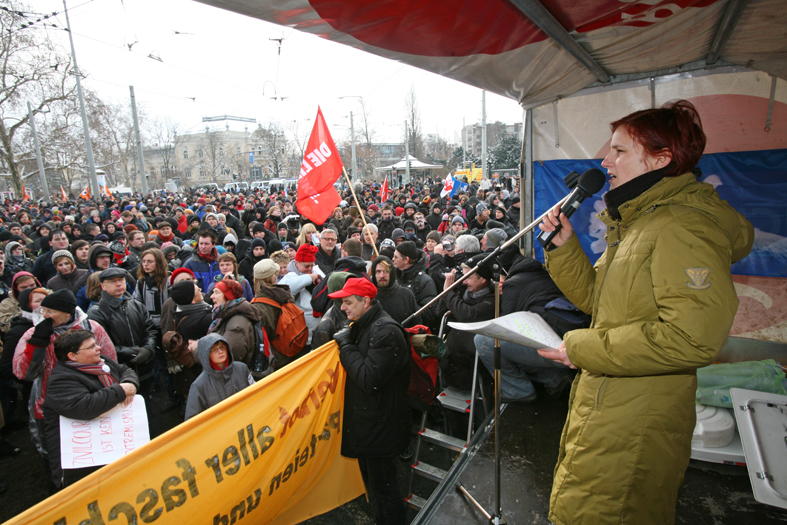
Депутат бундестага К. Киппинг на митинге «Дрезден свободен от нацистов», 13 февраля 2010
(митинг-блокада Дня Памяти гибели Дрездена)

С начала учёбы в университете была вовлечена в левое движение, входила в так называемое Протестбюро (Protestbüro). В 1998—2007 годах состояла в Партии демократического социализма (ПДС), от которой была избрана в городской совет Дрездена на 1999—2003 годы и ландтаг Саксонии на 1999—2004 годы. В это время она была самым молодым депутатом земельного парламента, избранным в 21 год. Она стала партийным спикером по вопросам дорожного движения и энергетической политики.
Киппинг была ведущей представительницей молодого прогрессивного поколения в ПДС, которое стремилось обновить партию и сделать акцент на защите окружающей среды, социальной справедливости и низовых социальных движениях. 

Она была видной сторонницей объединения укоренённой на востоке страны ПДС с ориентированными на запад ФРГ левыми социал-демократами («Труд и социальная справедливость — Избирательная альтернатива»), которые сперва сформировали совместный список на федеральных выборах 2005 года, а затем слились в новую партию «Левые».

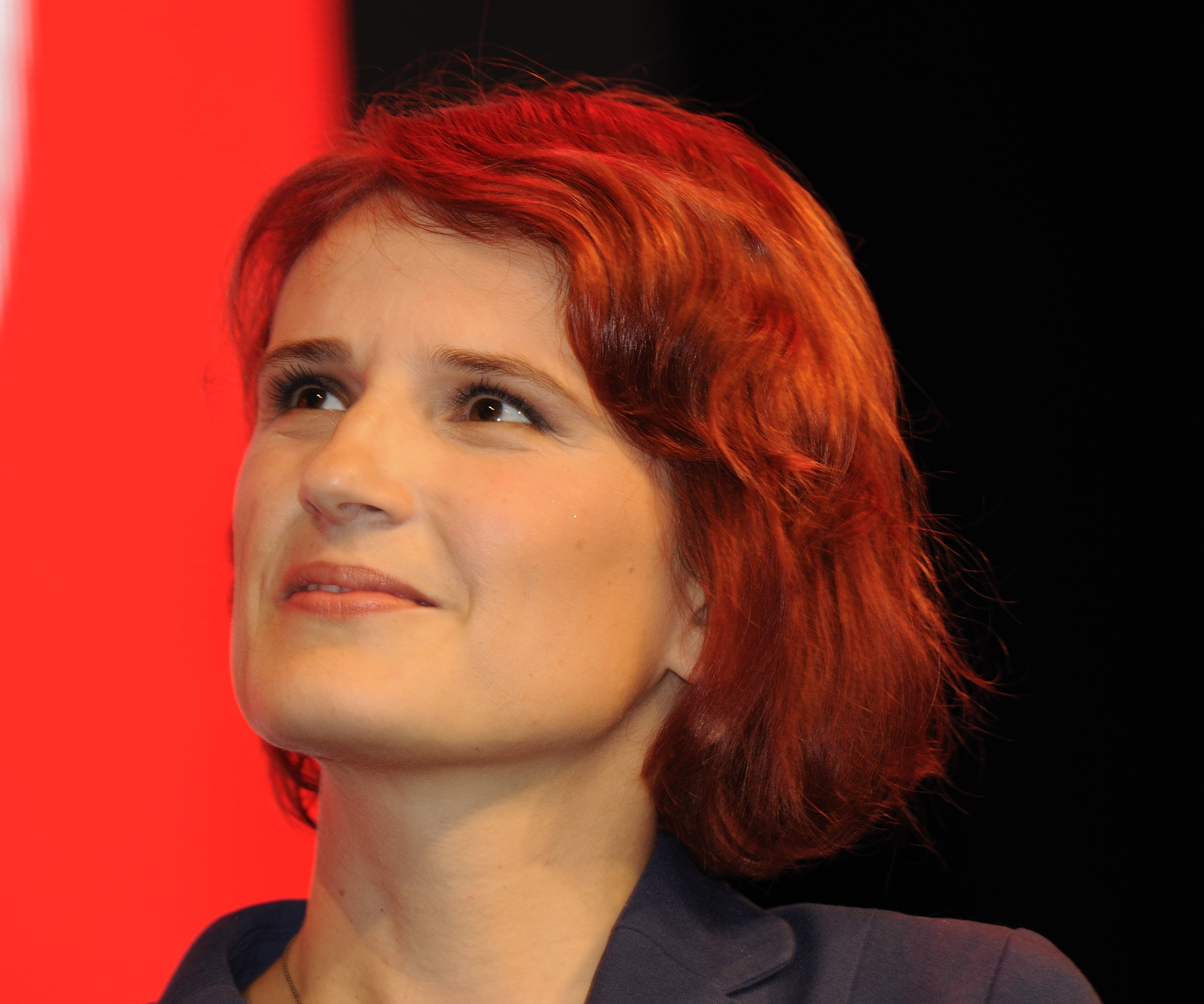
Катя Киппинг в 2013 году

С июля 2003 года была заместителем председателя ПДС, занималась социальными проблемами и сотрудничеством с социальными движениями. 16 июня 2007 года была избрана заместителем председателя новообразованной партии «Левые».
Катя Киппинг наряду с Юлией Бонк и Карен Лай представляет внутрипартийное течение «Эмансипативные левые», близкое к либертарному социализму. В 2004—2008 годах была спикером сети, ратующей за «безусловный основной доход» (800 евро в месяц). Она также призывает к сокращению рабочей недели с пяти дней до четырёх.
С 2008 года редактирует основанный ей журнал «Пражская весна», названный в честь попытки построения «социализма с человеческим лицом» в Чехословакии в 1968 году. Является соучредителем Института современной солидарности. Во время т.н. европейского миграционного кризиса беженцев Киппинг поддержала решение держать границы открытыми для беженцев.

2 июня 2013 года была избрана сопредседателем «Левых» (наряду с профсоюзным активистом Берндом Риксингером) на третьем съезде партии в Гёттингене. За кандидатуру Кати Киппинг проголосовал 371 человек из 557 участников съезда (67 %). Она была утверждена в качестве лидера партии на партийной конференции в Берлине в мае 2014 года с 77% голосов и на партийной конференции в Магдебурге в 2016 году с 74%. В июне 2018 года она была переизбрана на партийной конференции в Лейпциге, набрав 64,5%

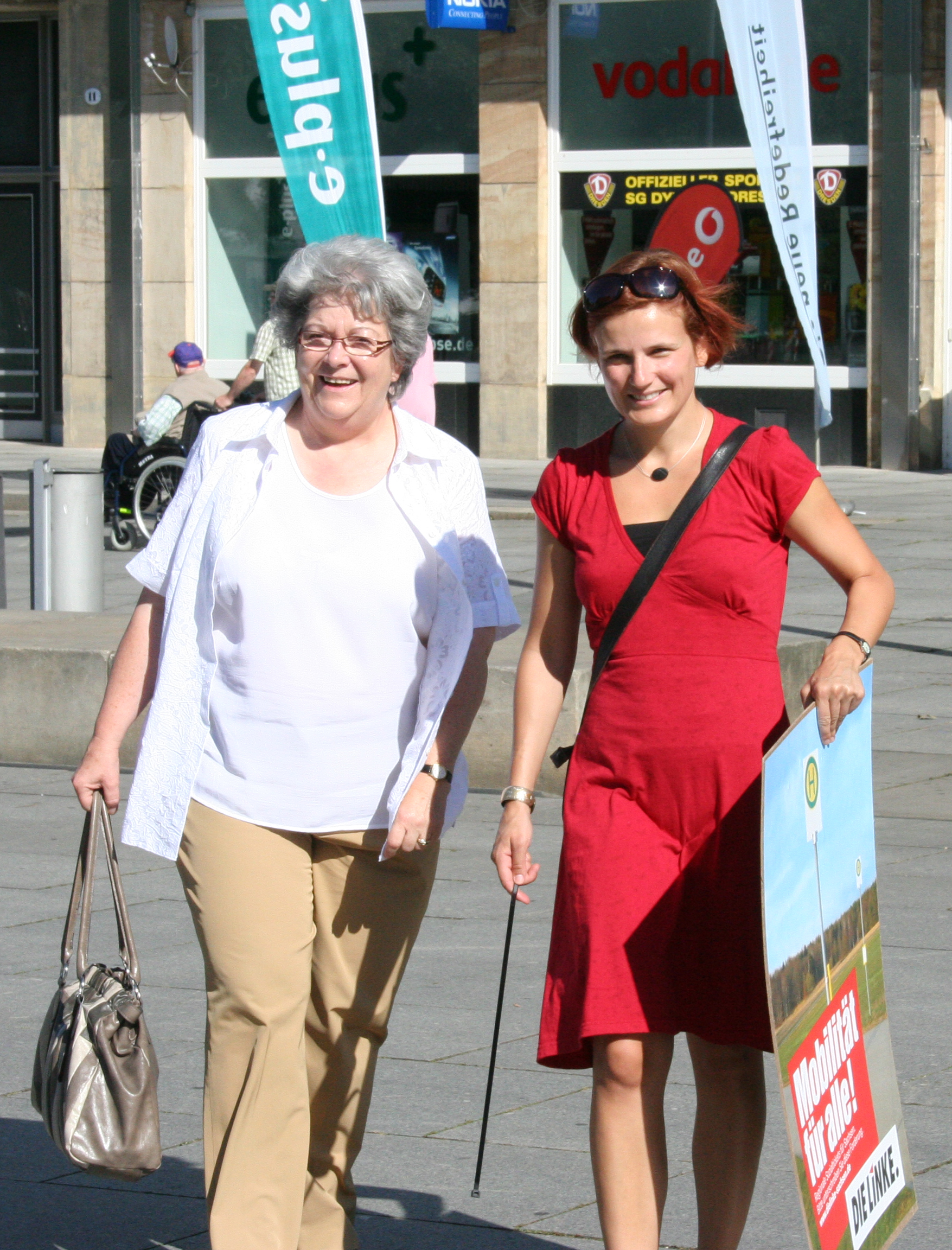
К. Киппинг (на фото справа)

В августе 2020 года Киппинг и Риксингер объявили, что они уйдут с постов сопредседателей в соответствии с партийными правилами, по которым ни одна должность не должна заниматься одним и тем же лицом более восьми лет. Съезд партии, на котором должны были избраться их преемники, был запланирован на октябрь-ноябрь 2020 года, но был отложен из-за ухудшения пандемии COVID-19 в Германии. В конечном итоге он состоялся в онлайн-формате в феврале 2021 года. Киппинг в качестве сопредседательницы партии заменила Янине Висслер.
2 декабря 2021 года во время формирования правительства после выборов в Берлине было объявлено, что Катя Киппинг заменит свою коллегу по партии Эльке Брайтенбах на посту сенатора по вопросам интеграции, труда и социальных вопросов в берлинском сенате под руководством бургомистра Франциски Гиффай. Она была приведена к присяге 21 декабря 2021 года и проработала до конца существования сената Гиффай 27 апреля 2023 года.

## Депутат
В 1999—2003 годах была депутатом городского совета Дрездена, в 1999—2004 годах — депутатом ландтага Саксонии. В 2005 году впервые прошла в Бундестаг от «Левой партии. ПДС». На выборах в Бундестаг Киппинг была кандидатом от левых по одномандатному округу Дрезден I на выборах с 2005 по 2021 год, каждый раз занимая второе или третье место. Её лучший результат составил 25% на выборах 2013 года. 
С 25 ноября 2009 года по 26 сентября 2012 года была председателем комитета по трудовым отношениям и социальным вопросам Бундестага. В этой роли она проявила себя ярой противницей программы Hartz IV.   

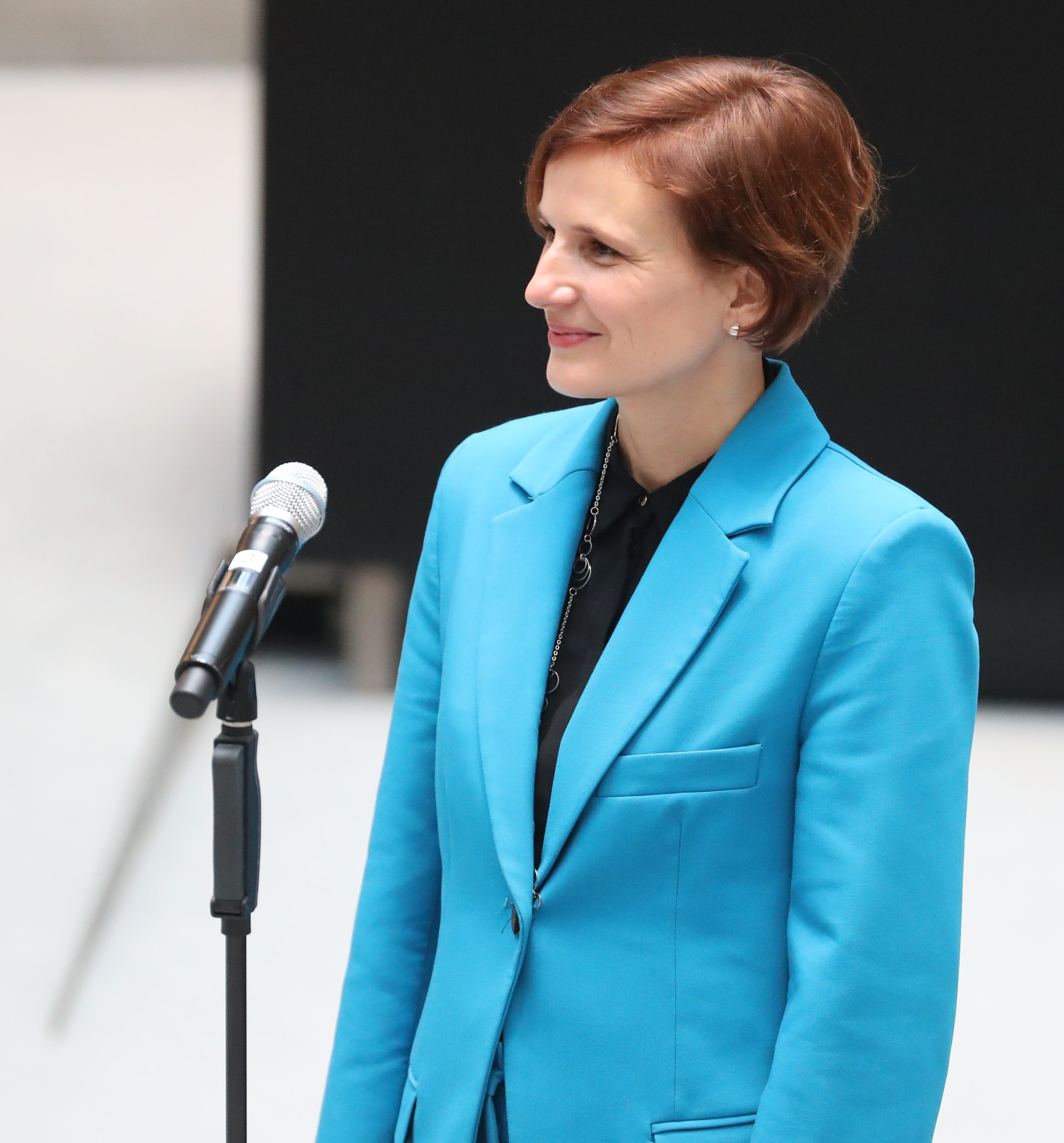
К. Киппинг на церемонии приведения к присяге в качестве сенатора Берлина, 2021.

В конце января 2022 года Киппинг ушла из Бундестага Германии, сложив с себя полномочия депутата. Клара Бюнгер заменила её два дня спустя. 

## Работы
- Christine Buchholz u. Katja Kipping (Hrsg.): G8 — Gipfel der Ungerechtigkeit. VSA, 2006. ISBN 3-89965-200-2
- Ausverkauf der Politik — Für einen demokratischen Aufbruch. Econ, 2009. ISBN 978-3-430-20079-0